# Islandiana
Islandiana Braendegaard, 1932 è un genere di ragni appartenente alla famiglia Linyphiidae.

## Distribuzione
Le quattordici specie oggi attribuite a questo genere sono state rinvenute nella regione olartica: ben otto specie sono originarie di varie zone degli Stati Uniti; La specie dall'areale più vasto è Islandiana falsifica, reperita in diverse località dell'intera regione olartica.

## Tassonomia
Considerata un sinonimo anteriore di Aduva Bishop & Crosby, 1936 a seguito di un lavoro di Braendegaard del 1937.
A dicembre 2020, si compone di 15 specie:
- Islandiana cavealis Ivie, 1965 — USA
- Islandiana coconino Ivie, 1965 — USA
- Islandiana cristata Eskov, 1987 — Russia, Alaska, Canada
- Islandiana falsifica (Keyserling, 1886)[3] — Regione olartica
- Islandiana flaveola (Banks, 1892) — USA, Canada
- Islandiana flavoides Ivie, 1965 — USA
- Islandiana holmi Ivie, 1965 — USA
- Islandiana lasalana (Chamberlin & Ivie, 1935) — USA
- Islandiana lewisi Milne & Wells, 2018 – USA
- Islandiana longisetosa (Emerton, 1882) — USA, Canada, Alaska
- Islandiana mimbres Ivie, 1965 — USA
- Islandiana muma Ivie, 1965 — USA
- Islandiana princeps Braendegaard, 1932 — USA, Canada, Groenlandia, Islanda
- Islandiana speophila Ivie, 1965 — USA
- Islandiana unicornis Ivie, 1965 — USA

### Sinonimi
- Islandiana alata (Emerton, 1919); questi esemplari sono stati riconosciuti come sinonimi di I. falsifica (Keyserling, 1886) a seguito di uno studio dell'aracnologo Ivie del 1967[1].
- Islandiana flava (Holm, 1939); questi esemplari, trasferiti qui dal genere Gongylidiellum Simon, 1884, sono stati riconosciuti come sinonimi di I. falsifica (Keyserling, 1886) a seguito di uno studio dell'aracnologo Holm del 1945[1].
- Islandiana iowa (Chamberlin, 1949); questi esemplari, trasferiti qui dal genere Tapinocyba Simon, 1884, sono stati riconosciuti come sinonimi di I. flaveola (Banks, 1892) a seguito di uno studio dell'aracnologo Ivie del 1965[1].